# 猿鬼
猿鬼（さるおに）は石川県鳳至郡柳田村（現・鳳珠郡能登町）を中心にした能登地方に伝わる妖怪。頭に一本の角が生えた猿に似た鬼で、柳田村の岩井戸神社の裏にある岩穴に住み、付近の住民に害をなしたために氏神によって退治されたといわれる。
氏神が射た矢が目に当たった場所が柳田村の「当目（とうめ）」で、死んだ猿鬼の黒い血が川となって流れたことから「黒川（くろがわ）」という地名が生まれたとされる。また、鹿島郡能登島町（現・七尾市）の伊夜比咩（いやひめ）神社には退治された猿鬼の角とされるものが現在でも保存されており、前述の岩井戸神社は猿鬼の霊を慰めるために建てられたものである。